# Peteinosaurus
Peteinosaurus — рід птерозаврів. Жив на території теперішньої Італії за пізнього тріасу. Був, таким чином, одним із найдавніших відомих птерозаврів. Подібно до багатьох тріасових птерозаврів, ця тварина була порівняно невеликою (розмах крил близько 1 метра).
Уперше описано було 1978-го року на основі двох зразків, із яких приналежність другого до того самого роду було поставлено під сумнів 2003-го, через малочисельність кісток відомих у обох і відсутність спільних характеристик доступних до порівняння, що не були розділені з іншими птерозаврами.

## Систематика
Положення петейнозавра на дереві птерозаврів, як і в багатьох ранніх представників групи, доволі нестабільне. Свого часу цей рід відносили до Dimorphodontidae, неодноразово визнавали сестринським таксоном групи, що об‘єднує диморфодонтид і прогресивніших птерозаврів. Andres et al. (2014) запропонували об‘єднати значну частину відомих ранніх птерозаврів (включно з петейнозавром) до клади Eopterosauria. Baron (2020), своєю чергою, підтвердив положення сестринським таксоном Macronychoptera, назвавши групу Peteinosaurus+Macronychoptera Zambelisauria.